# Верхівцівська міська рада
Верхі́вцівська міська́ ра́да — орган місцевого самоврядування в Кам'янському районі Дніпропетровської області. Адміністративний центр — місто Верхівцеве.

## Загальні відомості
- Верхівцівська міська рада утворена 1956 року
- Населення ради: 11 508 осіб (станом на 2001 рік)

## Населені пункти
Міській раді підпорядковані населені пункти:
- м. Верхівцеве
- с. Широке
- с-ще Соколівка

## Територія
Загальна територія селищної ради — 9500 га. З них:
- Під забудовою — 110 га
- Ріллі — 6650 га.
- Пасовищ — 680 га.
- Ліс — 135 га.
- Ставки — 28 га.

## Склад ради
Рада складається з 30 депутатів та голови.
Головою міської ради, що очолює виконавчу владу в місті, є Василь Федорович Залужний. Посаду заступника голови міської ради обіймає Оксана Олександрівна Кучеренко, а секретаря ради — Любов Романівна Чорноброва.
Працюють 5 постійних комісій, покликаних врегульовувати різні сфери діяльності громади.

### Керівний склад попередніх скликань
| Прізвище, ім'я, по батькові | Основні відомості                                                            | Дата обрання | Дата звільнення |
| --------------------------- | ---------------------------------------------------------------------------- | ------------ | --------------- |
| Залужний Василь Федорович   | Міський голова, 1956 року народження, освіта вища, безпартійний              | 26.03.2006   | 31.10.2010      |
| Залужний Василь Федорович   | Міський голова, 1956 року народження, освіта вища вища, член Партії регіонів | 31.10.2010   |                 |

Примітка: таблиця складена за даними сайту Верховної Ради України

### Депутати

#### V скликання
За результатами виборів 26 березня 2006 року раду сформували:
- 10 депутатів від Партії регіонів;
- 6 депутатів від Партії «Відродження».
- 4 депутати від Блоку Юлії Тимошенко;
- 4 депутати від Політичної партії «Всеукраїнське об'єднання „Громада“»;
- 2 депутати від Народної партії;
- 2 депутати від Комуністичної партії;
- 1 депутат від Партії пенсіонерів України;
- 1 безпартійний депутат

З них жінок — 6, чоловіків — 24.

#### VI скликання
За результатами місцевих виборів 2010 року депутатами ради стали:

##### За суб'єктами висування
| Суб'єкт висування                                       | Кількість обраних депутатів | %  |
| ------------------------------------------------------- | --------------------------- | -- |
| Партія регіонів                                         | 21                          | 70 |
| Політична партія Всеукраїнське об'єднання «Батьківщина» | 6                           | 20 |
| Комуністична партія України                             | 3                           | 10 |

##### За округами
| Комуністична партія України                             |                                      |            |         |                                               | |   |                        |            |      |                      | |
| б/м                                                     | Фарена Борис Михайлович              | 04.11.2010 | вища    | член Комуністичної партії України             | пенсіонер |   |                        |            |      |                      | |
| 14                                                      | Чуприна Іраїда Іванівна              | 04.11.2010 | середня | позапартійна                                  | пенсіонер |   |                        |            |      |                      | |
| 15                                                      | Єрохін Валерій Васильович            | 04.11.2010 | середня | позапартійний                                 | Верхньодніпровський РЕМ, електромонтер |   |                        |            |      |                      | |
| Партія регіонів                                         |                                      |            |         |                                               | |   |                        |            |      |                      | |
| б/м                                                     | Чулюк-Заграй Володимир В'ячеславович | 04.11.2010 | вища    | член Партії регіонів                          | Верхівцевська дистанція електропостачання, начальник тягової дистанції                                                                    |   |                        |            |      |                      | |
| б/м                                                     | Долотій Володимир Іванович           | 04.11.2010 | вища    | член Партії регіонів                          | вагонне депо, начальник |   |                        |            |      |                      | |
| б/м                                                     | Тупиця Сергій Борисович              | 04.11.2010 | середня | член Партії регіонів                          | приватний підприємець |   |                        |            |      |                      | |
| б/м                                                     | Лавренчук Микола Андрійович          | 04.11.2010 | вища    | член Партії регіонів                          | локомотивне депо, начальник |   |                        |            |      |                      | |
| б/м                                                     | Ужва Микола Валерійович              | 04.11.2010 | вища    | член Партії регіонів                          | будинок-інтернат психохроніків, директор                                                                                                  |   |                        |            |      |                      | |
| б/м                                                     | Чорноброва Любов Романівна           | 04.11.2010 | вища    | член Партії регіонів                          | Верхівцевська міська рада, начальник фінансового відділу                                                                                  |   |                        |            |      |                      | |
| б/м                                                     | Кучеренко Оксана Олександрівна       | 04.11.2010 | вища    | член Партії регіонів                          | Верхівцевська міська рада, заступник міського голови                                                                                      |   |                        |            |      |                      | |
| б/м                                                     | Смок Ірина Іванівна                  | 04.11.2010 | вища    | член Партії регіонів                          | головний офіс ПриватБанку, спеціаліст департаменту оцінки ризиків                                                                         |   |                        |            |      |                      | |
| б/м                                                     | Стаднік Володимир Володимирович      | 04.11.2010 | вища    | член Партії регіонів                          | пенсіонер |   |                        |            |      |                      | |
| б/м                                                     | Вовк Володимир Іванович              | 04.11.2010 | середня | член Партії регіонів                          | приватний підприємець |   |                        |            |      |                      | |
| б/м                                                     | Авраменко Ганна Василівна            | 04.11.2010 | середня | член Партії регіонів                          | Верхівцевська міська рада, секретар |   |                        |            |      |                      | |
| 1                                                       | Тупиця Вікторія Володимирівна        | 04.11.2010 | середня | позапартійна                                  | вагонне депо, заступник начальника .\|-                                                                                                   | 2 | Замкова Ірина Іванівна | 04.11.2010 | вища | член Партії регіонів | Верхівцевська середня загальноосвітня школа № 1, заступник директора з навчально-виховного процесу |
| 3                                                       | Чаусов Андрій Олександрович          | 04.11.2010 | вища    | член Партії регіонів                          | приватний підприємець |   |                        |            |      |                      | |
| 5                                                       | Семьонов Олександр Іванович          | 04.11.2010 | вища    | член Партії регіонів                          | вагонне депо, майстер |   |                        |            |      |                      | |
| 6                                                       | Смакота Наталія Георгіївна           | 04.11.2010 | вища    | член Партії регіонів                          | Верхівцевська середня загальноосвітня школа № 1, заступник директора з виховної роботи                                                    |   |                        |            |      |                      | |
| 7                                                       | Сидорук Валерій Іванович             | 04.11.2010 | середня | член Партії регіонів                          | приватний підприємець |   |                        |            |      |                      | |
| 8                                                       | Василевський Олександр Борисович     | 04.11.2010 | вища    | член Партії регіонів                          | вагонне депо, оглядач ремонтних вагонів                                                                                                   |   |                        |            |      |                      | |
| 9                                                       | Даніленко Юлія Володимирівна         | 04.11.2010 | вища    | член Партії регіонів                          | Верхівцевський будинок дітей та юнацтва, керівник гуртка                                                                                  |   |                        |            |      |                      | |
| 11                                                      | Новодон Сергій Володимирович         | 04.11.2010 | вища    | член Партії регіонів                          | пенсіонер |   |                        |            |      |                      | |
| 12                                                      | Куіс Юрій Павлович                   | 03.06.2013 | вища    | член Партії регіонів                          | Верхівцевський центр механізації колійних робіт ДП «Український центр механізації колійних робіт» Укрзалізниці, начальник ремонтного цеху |   |                        |            |      |                      | |
| Політична партія Всеукраїнське об'єднання «Батьківщина» |                                      |            |         |                                               | |   |                        |            |      |                      | |
| б/м                                                     | Осадчий Володимир Миколайович        | 04.11.2010 | вища    | член Всеукраїнського об'єднання «Батьківщина» | пенсіонер |   |                        |            |      |                      | |
| б/м                                                     | Педько Анатолій Іванович             | 04.11.2010 | вища    | член Всеукраїнського об'єднання «Батьківщина» | Верхівцевське житлово-комунальне господарство, начальник                                                                                  |   |                        |            |      |                      | |
| б/м                                                     | Дащинський Сергій Ерікович           | 04.11.2010 | середня | член Всеукраїнського об'єднання «Батьківщина» | приватне підприємство «Автострада», водій                                                                                                 |   |                        |            |      |                      | |
| 4                                                       | Серба Тетяна Іванівна                | 04.11.2010 | середня | позапартійна                                  | Верхньодніпровська ЦРЛ, фельдшер |   |                        |            |      |                      | |
| 10                                                      | Макар Владислав Володимирович        | 04.11.2010 | середня | позапартійний                                 | ст. Верхівцеве, слюсар |   |                        |            |      |                      | |
| 13                                                      | Орлов Володимир Семенович            | 04.11.2010 | вища    | член Всеукраїнського об'єднання «Батьківщина» | Верхівцевська дистанція електропостачання Придніпровської залізниці, начальник відділу                                                    |   |                        |            |      |                      | |